# Christian Bär (Mathematiker)

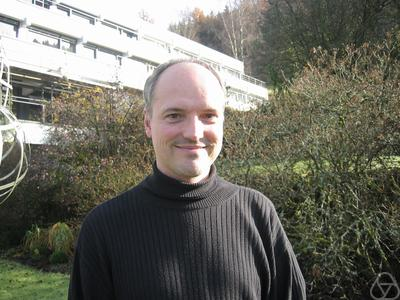
Christian Bär

Christian Bär  (* 17. September 1962 in Kaiserslautern)  ist ein deutscher Mathematiker, der sich mit (globaler) Analysis, Differentialgeometrie und Anwendungen in der mathematischen Physik beschäftigt.
Bär wurde 1991 an der Universität Bonn bei Werner Ballmann promoviert (Das Spektrum von Dirac-Operatoren). Als Post-Doktorand war er in New York, bevor er sich 1993 habilitierte (Elliptische Operatoren und Darstellungstheorie kompakter Gruppen). Bär war ab 1994 Professor an der Albert-Ludwigs-Universität Freiburg, von 1999 bis 2003 Professor an der Universität Hamburg und ist seit 2004 Professor für Geometrie an der Universität Potsdam.
Er befasst sich unter anderem mit dem Spektrum von Dirac-Operatoren auf Mannigfaltigkeiten,  nichtkommutativer Geometrie und Fragen der mathematischen Physik (wie Pfadintegrale auf Mannigfaltigkeiten).
Von 2011 bis 2012 war er Präsident der Deutschen Mathematiker-Vereinigung.

## Schriften
- Elementare Differentialgeometrie. de Gruyter 2002, englische Übersetzung Cambridge University Press 2010
- mit Klaus Fredenhagen (Hrsg.): Quantum field theory on curved spacetimes. Springer, Lecturenotes in Physics 786, 2009 (darin mit Christian Becker: C* algebras)
- mit Christoph Stephan: Das Yang-Mills-Problem, die mathematische Zähmung des Standardmodells. Spektrum der Wissenschaft, Mai 2009, S. 55
- mit Nicolas Ginoux, Frank Pfäffle: Wave equations on Lorentzian Manifolds and Quantization. ESI Lectures in Mathematics and Physics 2007, Online
- mit Joachim Lohkamp, Matthias Schwarz (Hrsg.): Global differential geometry. Springer Verlag 2012 (darin von Bär, Nicolas Ginoux: Classical and quantum fields on Lorentzian manifolds)